# لوران ألفاريز
لوران ألفاريز هو متزلج فني سويسري، ولد في 23 سبتمبر 1990 في جنيف في سويسرا.

## وصلات خارجية
- لوران ألفاريز على موقع الاتحاد الدولي للتزلج (الإنجليزية)